# Cumberland Posey
Cumberland Willis Posey, Jr (ur. 20 czerwca 1890 w Homestead, zm. 28 marca 1946 w Pittsburghu) – amerykański koszykarz, występujący na pozycji obrońcy, członek Koszykarskiej Galerii Sław, baseballista (zapolowy), właściciel drużyn, działacz, menedżer klubowy.
Był najmłodszym z trojga dzieci Cumberlanda i Angeliny (Anny) Posey, którzy pobrali się w 1883.
W 1908 poprowadził drużynę liceum Homestead High do mistrzostwa miasta.
Był założycielem (1909) półprofesjonalnej drużyny dla Afroamerykanów, Monticello Athletic Association.
Do 1910 grał w futbol amerykański w półprofesjonalnych zespołach (Delaney Rifles, Collins Tigers) z okręgu Pittsburgha, pełnił też funkcję menadżera klubów. 
W 1913 poślubił Ethel Truman. Wspólnie mieli cztery córki. Ich najstarsza córka Ethel wyszła za mąż za wieloletniego miotacza Grays, Raya Browna, 4 lipca 1935. 
Próbował dostać się do East-West League w 1932, podczas kryzysu. Następnie występował w Negro National League. 
W 1925 odszedł z koszykówki, aby skupić się na biznesie i grze w baseball.
Zmarł w wieku 55 lat na raka w Pittsburghu. Jego rodzinne miasto Homestead ustanowiło szkolne święto, aby uhonorować jego osobę (dzień śmierci).

## Osiągnięcia

### Koszykarskie
College
- Zaliczony do Galerii Sław Sportu uczelni Duquesne – Duquesne Sports Hall of Fame

Drużynowe
- Mistrz:
  - Colored Basketball World Champion (1912, 1920–1923)
  - Pittsburgha (1908)

Indywidualne
- Zaliczony do Koszykarskiej Galerii Sław im. Jamesa Naismitha (2016 – Naismith Memorial Basketball Hall Of Fame)

### Baseballowe
- Zaliczony do:
  - Baseballowej Galerii Sław (2006 jako jeden z pionierów)
  - Washington Nationals Ring of Honor (2010)